# Petra Hauser
Petra Hauser (* 15. Januar 1971) ist eine ehemalige deutsche Fußballspielerin.

## Karriere
Hauser spielte von 1999 bis 2001 für den 1. FC Saarbrücken in der Bundesliga und bestritt insgesamt 32 Punktspiele. Ihr Debüt gab sie am 29. August 1999 (1. Spieltag) bei der 0:4-Niederlage im Auswärtsspiel gegen den 1. FFC Frankfurt.
Von 2001 bis 2006 spielte sie für den FCR 2001 Duisburg, für den sie in 92 Punktspielen ein Tor erzielte; dieses gelang ihr am 16. Dezember 2001, am nachgeholten fünften Spieltag, beim 3:0-Sieg im Heimspiel gegen den FFC Brauweiler Pulheim mit dem Treffer zum 2:0 in der 45. Minute.
Während sie im Wettbewerb um den DFB-Pokal mit dem 1. FC Saarbrücken im Halbfinale bzw. im Achtelfinale aus diesem vorzeitig ausschied, gelang es ihr mit dem FCR 2001 Duisburg im zweiten Anlauf das Finale zu erreichen. Am 31. Mai 2003 unterlag sie jedoch dem 1. FFC Frankfurt im Olympiastadion Berlin – als Vorspiel zum Männerfinale – vor 30.000 Zuschauern mit 0:1.

## Erfolge
- Zweiter der Meisterschaft 2005, 2006
- Dritter der Meisterschaft 2002, 2003
- DFB-Pokal-Finalist 2003